# Центроид треугольника
Центроид треугольника (также барицентр треугольника и центр тяжести треугольника) — точка пересечения медиан в треугольнике.
Центроид традиционно обозначается латинской буквой {\displaystyle M}. Центроид треугольника относится к замечательным точкам треугольника и он перечислен в энциклопедии центров треугольника Кларка Кимберлинга, как точка X(2).

## Свойства
- Центроид делит каждую медиану в отношении 2:1, считая от вершины.
- Центроид лежит на отрезке, соединяющем ортоцентр и центр описанной окружности, и делит его в отношении 2:1 (см. прямая Эйлера).
- Если в вершины треугольника поместить равные массы, то центр масс (барицентр) полученной системы будет совпадать с центроидом. Более того, центр масс треугольника с равномерно распределённой внутри массой также находится в центроиде.
- Если {\displaystyle M} — центроид треугольника {\displaystyle ABC} то для любой точки {\displaystyle O} верно равенство
{\displaystyle {\overrightarrow {OM}}={\frac {1}{3}}({\overrightarrow {OA}}+{\overrightarrow {OB}}+{\overrightarrow {OC}})}.
- Центроид является точкой, для которой сумма квадратов расстояний до вершин треугольника принимает наименьшее значение (теорема Лейбница).
- Три отрезка прямых, соединяющих вершины треугольника с центроидом, разбивают данный треугольник на три равновеликих треугольника (равной площади).
- Три отрезка прямых, соединяющих середины сторон треугольника с центроидом, разбивают данный треугольник на три равновеликих четырёхугольника (равной площади).
- При изогональном сопряжении центроид переходит в точку Лемуана (в точку пересечения трех симедиан треугольника).
- Построим две прямые, каждая из которых проходит через точку Аполлония и точку Торричелли, отличную от изогонально сопряжённой ей. Такие прямые пересекутся в центроиде треугольника.
- Пусть {\displaystyle ABC} — треугольник на плоскости. Окружность, проходящая через центроид и две точки Аполлония треугольника {\displaystyle ABC}, называется окружностью Парри треугольника {\displaystyle ABC}.
- Три чевианы, проведённые через произвольную точку {\displaystyle O} внутри треугольника, делят своими концами стороны треугольника на шесть отрезков. Произведение длин трёх из этих шести отрезков, не имеющих общих концов, максимально, если точка {\displaystyle O} совпадает с центроидом[2].
- Сумма квадратов сторон треугольника равна утроенной сумме квадратов расстояний от центроида до вершин:

{\displaystyle AB^{2}+BC^{2}+CA^{2}=3(GA^{2}+GB^{2}+GC^{2})}.
- Пусть {\displaystyle q_{a}}, {\displaystyle q_{b}} и {\displaystyle q_{c}} — расстояния от центроида до сторон с длинами, соответственно равными {\displaystyle a}, {\displaystyle b} и {\displaystyle c}. Тогда[4]:173

{\displaystyle {\frac {q_{a}}{q_{b}}}={\frac {b}{a}},\quad {\frac {q_{b}}{q_{c}}}={\frac {c}{b}},\quad {\frac {q_{a}}{q_{c}}}={\frac {c}{a}}}
и
{\displaystyle q_{a}\cdot a=q_{b}\cdot b=q_{c}\cdot c={\frac {2}{3}}S},
где {\displaystyle S} — площадь треугольника.

## История
Факт того, что три медианы пересекаются в одной точке, был доказан ещё Архимедом.

## Вариации и обобщения.Центроидыв четырёхугольнике
- Центроид (барицентр или центр масс) произвольного четырёхугольника лежит в точке пересечения средних линий четырёхугольника и отрезка, соединяющего середины диагоналей, и делит все три отрезка пополам.
- Четыре отрезка, каждый из которых соединяет вершину четырёхугольника с центроидом треугольника, образованного оставшимися тремя вершинами, пересекаются в центроиде четырёхугольника и делятся им в отношении 3:1, считая от вершины
- Если во вписанном в окружность четырёхугольнике провести диагональ, а в полученные два треугольника вписать две окружности, затем аналогично поступить, проведя вторую диагональ, тогда центроиды этих четырёх треугольников лежат на одной окружности[5].
- У выпуклого четырёхугольника, вписанного в окружность, «центроид площади» или центр масс его площади Ga, вершинный центроид или центр масс четырёх его вершин Gv и точка пересечения его диагоналей P коллинеарны. Расстояния между этими точками удовлетворяют формуле[6]

{\displaystyle PG_{a}={\tfrac {4}{3}}PG_{v}.}